# General Dynamics F-16
Die F-16 Fighting Falcon (auch Viper) ist ein einstrahliges Mehrzweckkampfflugzeug aus US-amerikanischer Produktion. Die einsitzige Maschine wurde für die U.S. Air Force entwickelt und 1978 in Dienst gestellt. Zunächst war die F-16 nur als leichtes Jagdflugzeug entworfen worden, allerdings führte die hohe Nachfrage dazu, dass sie zum Allwetter-Mehrzweckkampfflugzeug weiterentwickelt wurde. Ursprünglich von General Dynamics entwickelt und produziert, wird sie nach Verkauf der Produktionslinie seit 1993 von Lockheed Martin – damals als Lockheed Corporation vor dessen Fusion mit Martin Marietta – hergestellt. Seit dem Beginn der Serienproduktion 1976 wurden über 4600 Maschinen gebaut.
Bei ihrer Indienststellung wurden mit ihr einige technische Neuerungen eingeführt, unter anderem die blasenförmige Cockpithaube (bubble canopy) ohne Streben für eine verbesserte Rundumsicht, ein seitlich montierter Steuerknüppel zur einfacheren Bedienung, ein um 30° geneigter Pilotensitz zur verbesserten Aufnahme der g-Kräfte und ein Fly-by-wire-System. All diese Maßnahmen dienten dazu, der F-16 eine hohe Wendigkeit zu verleihen, da sich im Vietnamkrieg gezeigt hatte, dass Luftkämpfe weiterhin primär im Kurvenkampf absolviert werden.
Der große Exporterfolg der F-16 – insbesondere auch bei kleineren NATO-Luftstreitkräften – führte dazu, dass die F-16 2014 noch von 25 Staaten eingesetzt wurde. Anfang 2014 waren 2281 F-16 im Dienst, was in etwa 15 % aller weltweit aktiven Kampfjets entsprach und sie zum meistverbreiteten Kampfjet machte.

## Zielsetzung und Ursprung

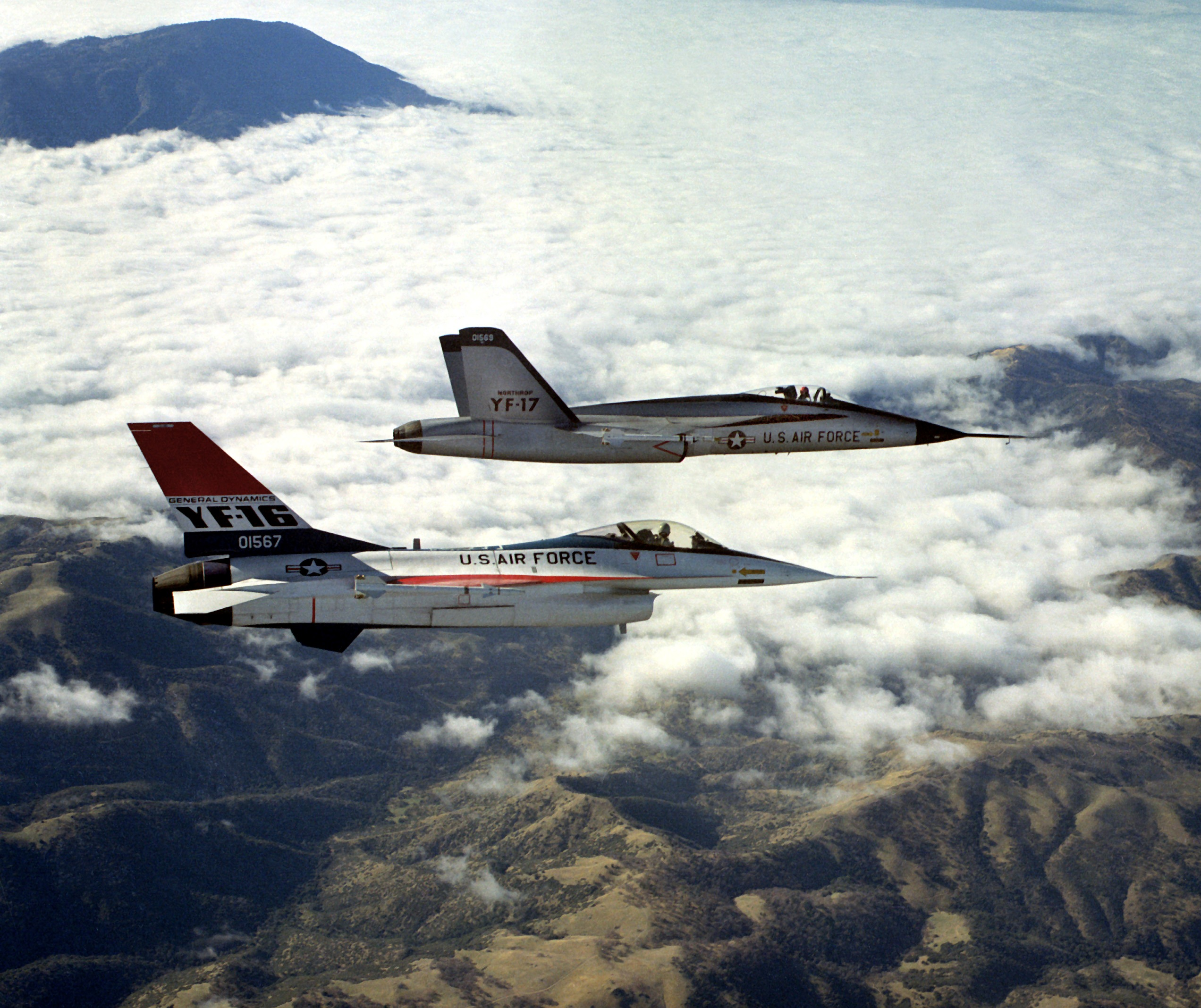
Eine YF-16 (vorn) neben der YF-17

Die F-16 entstand aus dem „Lightweight Fighter program“ der 1960er Jahre und war von Anfang an weder als technischer Durchbruch noch als mächtige Waffenplattform gedacht, sondern als hochverfügbares kostengünstiges „Arbeitstier“ für viele Einsatzgebiete. Dies unterscheidet die F-16 von ihren Vorgängern sowie parallel eingeführten Mustern, die entweder nicht allwettertauglich (F-104) oder deutlich teurer waren (F-15).
Mit ihrer Auslegung ist die F-16 eher ein Jagd- als ein Bodenangriffsflugzeug. Sie ist klein und agil, und das Cockpit ist auf optimale Rundumsicht für den Piloten ausgelegt, was im Luftkampf überlebenswichtig sein kann. Die F-16 ist mit einer internen M61-Vulcan-Bordkanone ausgerüstet; außerdem können an den Waffenbefestigungspunkten unter dem Rumpf und unter den Tragflächen Luft-Luft-Raketen der Typen Sidewinder und AMRAAM angebracht werden. Sofern die F-16 für Bodenangriffs- und Unterstützungseinsätze benötigt wird, ist es möglich, sie mit verschiedenen Luft-Boden-Raketen und Präzisionsbomben zu bewaffnen.
Die F-16 hat ihren Ursprung im Lightweight-Fighter-Programm, einem vom amerikanischen Verteidigungsministerium im Jahr 1974 ausgeschriebenen Konstruktionswettbewerb, der ein kostengünstiges Flugzeug mit einem Schub-Gewichts-Verhältnis größer als 1:1 als Ersatz für einige ältere Typen in den Beständen der United States Air Force zum Ziel hatte. Zwei Unternehmen wurden schließlich beauftragt, Prototypen zu bauen: General Dynamics die einstrahlige YF-16 und Northrop die zweistrahlige YF-17 Cobra. Die YF-16 hatte ihren Erstflug am 2. Februar 1974. Die Air Force wählte nach einem Auswahlverfahren die YF-16 für den Serienbau. Die YF-17 Cobra wurde nicht eingemottet, sondern erfolgreich zum trägergestützten Jagdbomber F/A-18 Hornet weiterentwickelt. Die F/A-18 schlug den Konkurrenzentwurf von General Dynamics und LTV Aerospace, die die YF-16 zur F-16N weiterentwickelt hatten (Modellreihe Vought Model 1600), um sie an die Bedürfnisse der US Navy anzupassen. Die US Navy entschied sich für die F/A-18; deren Weiterentwicklung Boeing F/A-18 Super Hornet ist bis heute (2024) im Dienst.
Neben ihrer Bezeichnung mit dem offiziellen Namen Fighting Falcon („Kämpfender Falke“) wird die F-16 oft Viper genannt. Dies rührt daher, dass die Piloten auf der Hill Air Force Base, dem ersten F-16-Stützpunkt, zu großen Teilen der Ansicht waren, dass die F-16 beim Abheben wie eine Kobra aussehe. Dieser Name war aber bereits für die YF-17 vorgesehen, so dass sie auf eine andere Schlange, die Viper, auswichen.
Ein weiterer Grund für den Namen Viper sollen die gleichnamigen Raumschiffe in der Fernsehserie Kampfstern Galactica gewesen sein. Die Luftwaffenführung wählte letztlich jedoch den Namen Fighting Falcon, weil ein Vogel besser passe. Als Spitzname konnte sich der Name Viper halten.

## Konstruktion

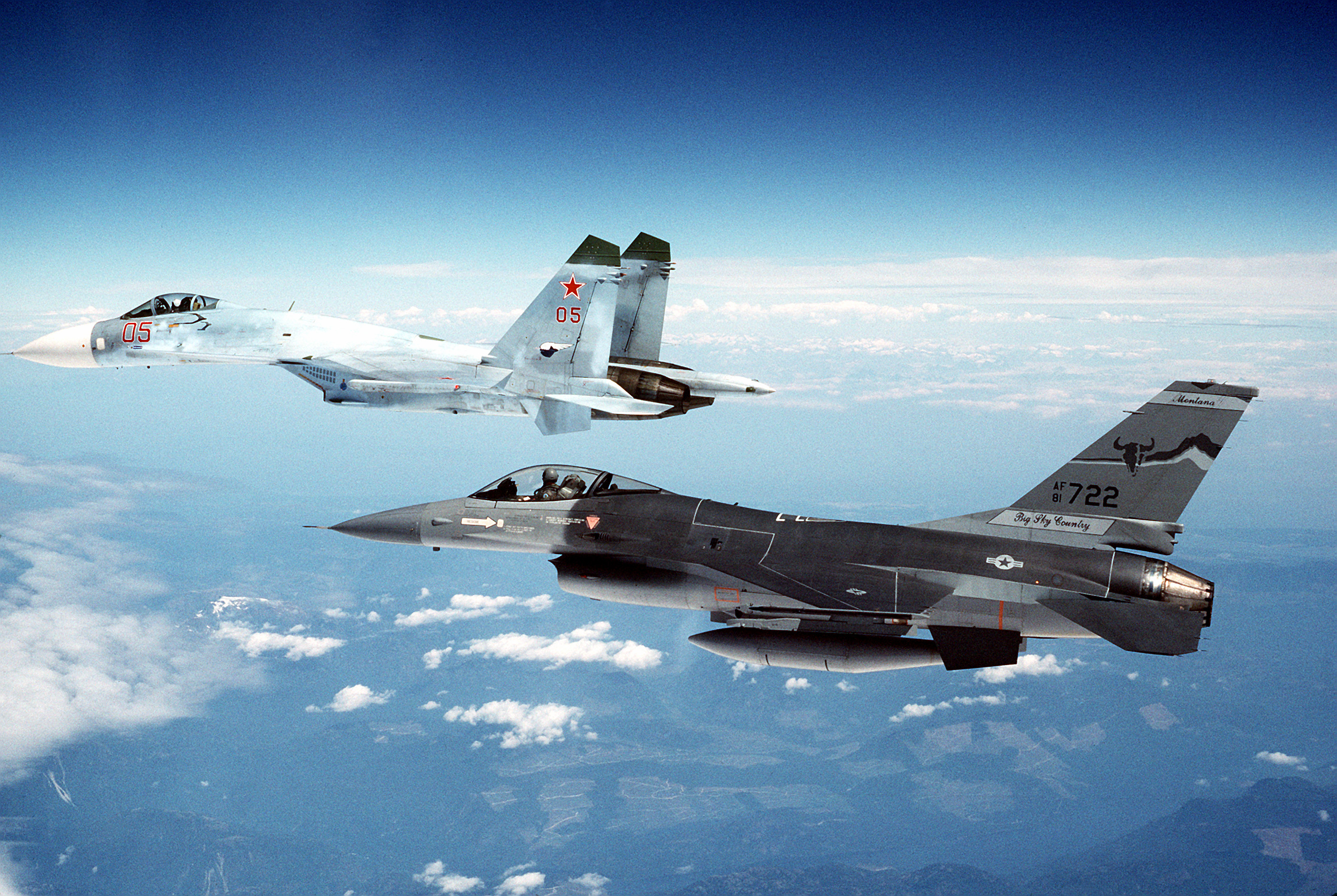
Eine F-16A begleitet eine sowjetische Su-27, August 1990

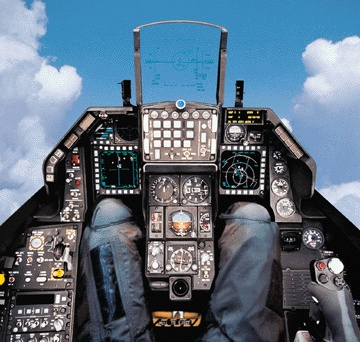
Das Cockpit einer F-16C. Die F-16V hat ein großes MFD in der Mitte.

Obwohl sie relativ günstig in der Anschaffung und nie ein technisch überragendes Flugzeug sein sollte, war die F-16 ihrer Zeit doch auf mehreren Gebieten voraus. Es wurde ein analoges Fly-by-wire-System eingebaut, das später ab Block C/D durch ein digitales FBW-System ersetzt wurde.
Die Steuerbefehle des Piloten werden zudem nicht direkt an die Servomotoren an den Steuerflächen weitergegeben, sondern zunächst an einen vierkanaligen Fluglagecomputer (FLCS) geleitet. Dabei ist ein Kanal als Reserve bei Systemausfällen eingeplant. Die Verwendung eines FLCS-Rechners ermöglichte es, die F-16 als Flugzeug mit Instabilität um die Längsachse bei Unterschallgeschwindigkeit zu bauen. Der F-16 fehlt im Unterschallflug in den meisten Fluglagen die Tendenz, ohne Steuereingaben einen stabilen Flugzustand einzunehmen. Positive statische Stabilität (eine Tendenz zum Verbleib in der gegenwärtigen Fluglage) würde die Wendigkeit vermindern. Durch den sich nach hinten verschiebenden Angriffspunkt der aerodynamischen Kräfte im Überschallflug hat die F-16 bei Überschallflug positive statische Stabilität.
Ohne Computer wäre die F-16 daher bei Unterschallgeschwindigkeit für den Piloten nicht steuerbar. Um unerwünschte Abweichungen des Flugpfades zu vermeiden, verarbeitet das FLCS tausende Messwerte pro Sekunde und betätigt automatisch die Aktuatoren der Steuerflächen. Steuerbefehle des Piloten werden entgegengenommen und so umgesetzt, dass das Flugzeug nicht außer Kontrolle gerät. Zusätzlich greifen – abhängig von bestimmten Parametern (zum Beispiel Fluglage, Geschwindigkeit und Anstellwinkel) – verschiedene Begrenzungen. Dadurch werden unter anderem Seitengleitflug, ein hoher Anstellwinkel und Manöver, die das Flugzeug mehr als dem Neunfachen der Erdbeschleunigung aussetzen würden, verhindert.
Die Flugzeugzelle besteht hauptsächlich aus Aluminium (78 %) und verschiedenen Stahlsorten (11 %). Eine weitere Maßnahme, um die Piloten noch kleinere Radien fliegen lassen zu können, war die Steigerung der Neigung des Pilotensitzes von 13 auf 30°. In diesem „Liegesitz“ ist es dem Piloten weit besser möglich, den Auswirkungen der Zentrifugalkraft – bei engen Flugkurven bis zu 9g, also 9-facher Erdbeschleunigung – zu widerstehen, ohne bewusstlos zu werden. In älteren Flugzeugen waren maximal 7g möglich. Der Steuerknüppel befindet sich nicht mehr wie althergebracht zwischen den Beinen, sondern ergonomisch günstig auf der rechten Konsole. Er ist nicht beweglich, sondern reagiert auf den Händedruck des Piloten. Hierdurch ist die Falcon auch bei hohen g-Kräften erträglich steuerbar. Die blasenförmige Cockpithaube ohne störende Stahlstreben (englisch „one-piece-canopy“ oder „bubble canopy“) bietet eine exzellente Rundumsicht.
Die Cockpithauben der Flugzeuge ab Block 25 sind mit einer extrem dünnen Goldbeschichtung versehen, wodurch auftreffende Radarwellen gleichmäßig gestreut werden, anstatt in den Innenraum des Cockpits einzudringen. Hierdurch konnte der Radarquerschnitt der F-16 signifikant verringert werden, da das Cockpit aufgrund seiner vielen verwinkelten Gegenstände und Oberflächen bei früheren Versionen ein sehr starkes Radarecho erzeugt hatte. Triebwerk und Lufteinlass sind so angeordnet, dass Radarstrahlen unter den meisten Anstrahlwinkeln nicht bis zu den Gebläseschaufeln vordringen können, die sonst ein starkes Radarecho erzeugen und deren Analyse die passive Identifizierung der Maschine (sog. non cooperative target identification, NCTI) ermöglichen würde. Der Lufteinlass selbst wird seit Block 32 mit radarabsorbierenden Materialien (RAM) versehen, um dessen Radarquerschnitt noch weiter zu senken. Im Rahmen der Programme „Pacer Bond“ und „Have Glass II“ wurde an weiteren kritischen Bereichen RAM aufgebracht, genauere Informationen sind allerdings nicht verfügbar. Bekannt wurde der Einsatz von RAM im Bereich der Radaranlage.
Für die YF-16 war angedacht, das Flugzeug ohne Radar auszuliefern, da einflussreiche Pilotenkreise und „Experten“ reklamierten, dass die primäre Waffe der F-16 ohnehin die wärmesuchende Sidewinder-Rakete sei, die kein Radar brauchte, und radargelenkte Raketen – mit Blick auf die desaströse Trefferquote der AIM-7 Sparrow in Vietnam – zu unzuverlässig seien. BVR-Kampf war zur damaligen Zeit kaum möglich, da die Radargeräte weder Profiling beherrschten noch Freund-Feind-Erkennung ermöglichten. Als Kompromiss bauten die Konstrukteure in die F-16 ein kleines, aber sehr fortschrittliches Radar ein, das mit dem Head-Up-Display (HUD) gekoppelt war, einem halbdurchlässigen Spiegel, den der Pilot beim Blick nach vorne immer im Auge hat und auf den aktuelle Flug-, Ziel- und Waffendaten projiziert werden, sodass der Pilot immer mit allen relevanten Informationen versorgt ist.
Um die Leistung der F-16 im Luftkampf zu verbessern, wurde die Anschaffung von JHMCS-Helmen beschlossen, die ab 2003 geliefert wurden.
Technische Fehler und Defekte am Fly-by-wire-System führten unter anderem zu Abstürzen von Maschinen. Mehrmals erhielt die F-16-Flotte deswegen Startverbot. Insbesondere bei Tiefflügen wirken sich solche Fehler in der Elektronik fatal aus, da die verbleibende Zeit bis zur Bodenberührung zum Aussteigen des Piloten aus der Maschine zu kurz ist, selbst wenn der Schleudersitz sofort beim Auftreten des Fehlers ausgelöst wird. Eine weitere Schwäche der F-16 ist ihre einstrahlige Auslegung. Ein Triebwerksversagen in Verbindung mit geringer Flughöhe führt fast unweigerlich zum Absturz. Texas Instruments als Lieferant der Schaltkreise für das Fly-by-wire-System geriet Ende der 1980er-Jahre infolge milliardenschwerer Schadenersatzforderungen der US-Regierung kurzzeitig in erhebliche Schwierigkeiten.

## Versionen
General Dynamics produzierte die F-16 zunächst in zwei Versionen: die F-16A war die reguläre Kampfversion und die F-16B die zweisitzige Variante zur Ausbildung. Der erste Start einer F-16A fand im Dezember 1976 statt; im Januar 1979 wurde das erste Flugzeug an die Air Force übergeben.
Die Produktion der F-16 wurde in den 1980er-Jahren auf die Modelle F-16C und F-16D (ebenfalls ein-/zweisitzig) mit verbesserter Avionik und verbessertem Triebwerk umgestellt.
Mit der Ausmusterung der F-4G Wild Weasel V übernahm die F-16 die SEAD-Einsätze. Hierfür wurde eine spezielle Serie F-16CJ angeschafft, die eine besondere Ausrüstung zur effektiven Anwendung der AGM-88-HARM-Rakete und Störsender zur Niederhaltung der feindlichen Flugabwehr trägt. Zwar können auch „normale“ F-16C die HARM-Rakete tragen, allerdings kann die F-16CJ die Waffe in einem besonders zielsicheren Modus einsetzen.

### F-16A/B

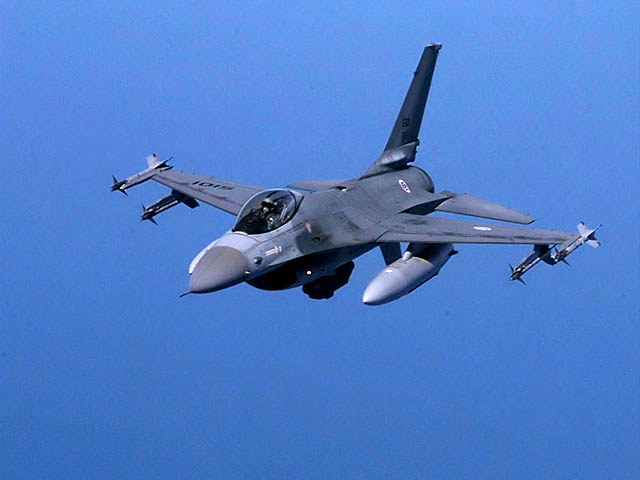
Eine F-16A Portugals

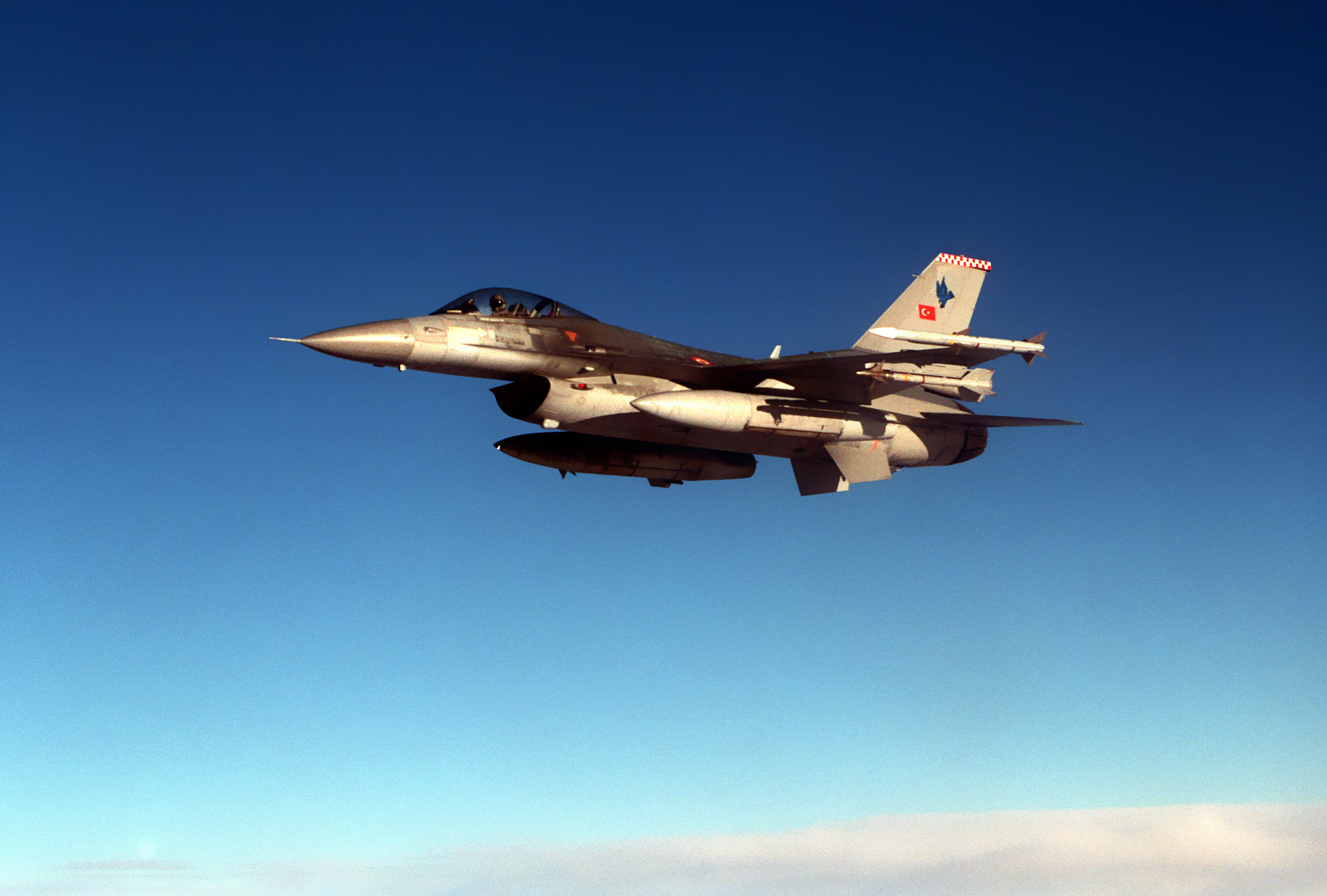
Eine türkische F-16C

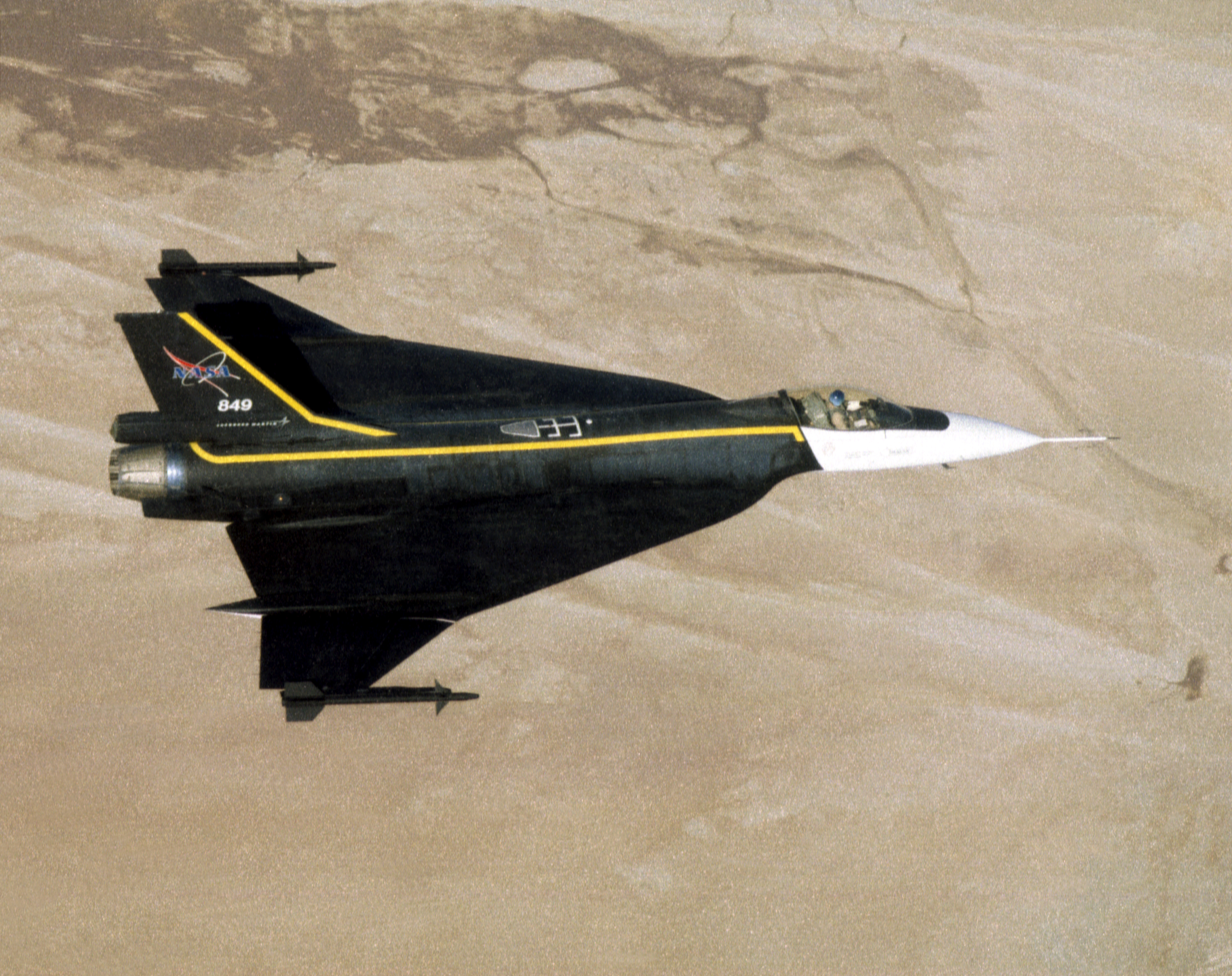
F-16XL der NASA

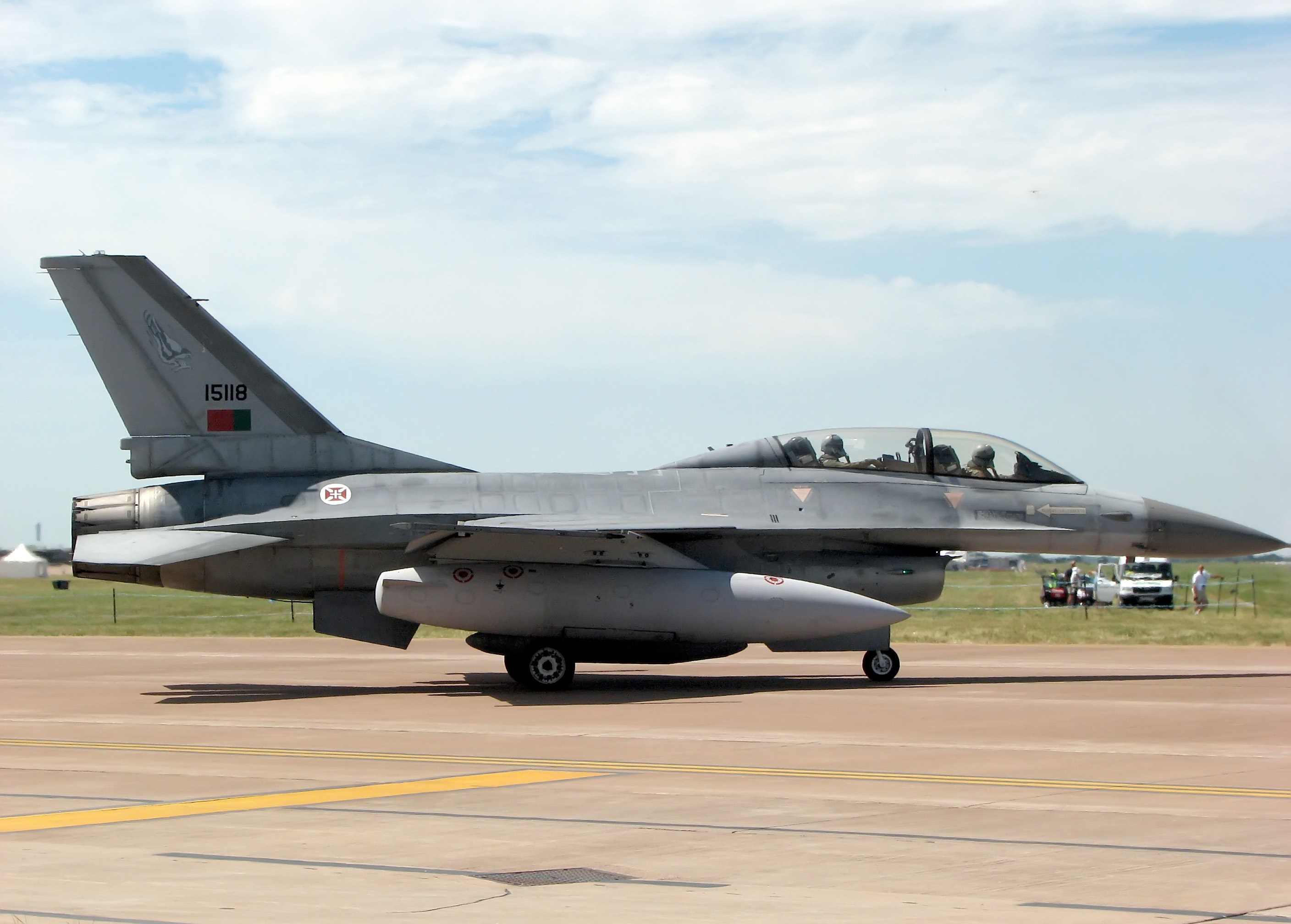
Zweisitzige F-16B der portugiesischen Luftwaffe

- Block 1/5/10
Frühe Serien. Untereinander nur minimale Unterschiede.
- Block 15
Die erste größere Überarbeitung der F-16. Block 15 besaß vergrößerte Höhen- und Querruder, zwei neue Waffenaufhängungen direkt neben dem Lufteinlass, das verbesserte AN/APG-66-Radar und eine erhöhte Traglast. Die Produktion lief 1996 aus.
- Block 15 OCU
Ab 1987 wurden Block-15-Flugzeuge nach dem Operational Capability Upgrade (OCU)-Standard ausgeliefert. Dazu gehörte das verbesserte F100-PW-220-Triebwerk, die AGM-65-Maverick-Rakete, AIM-120 AMRAAM, Gegenmaßnahmen und ein verbessertes Cockpit.
- Block 20
150 OCUs für Taiwan

- Weitere Varianten
  - F-16/79 – Modifizierte Exportversion der F-16A für das J79-Triebwerk, Projekt abgebrochen.
  - F-16/101 – Modifizierte F-16A für das F101-Triebwerk, Projekt abgebrochen. Davon abgeleitet: F110-Triebwerk in F-16C/D.
  - F-16ADF – Verbesserte F-16A/B. Ging fabrikneu an die United States Air National Guard.
  - F-16I – Eine Version mit verbesserter Avionik, hergestellt für Israel.
  - F-2A/B(FS-X) – Modifizierte Version, Lizenzbau in Japan von Mitsubishi.
  - F-16XL – Version mit Doppeldeltaflügeln, von der NASA zur aeronautischen Forschung genutzt. Ursprünglich für die Ausschreibung des Enhanced Tactical Fighter (ETF) entwickelt, unterlag dabei aber der F-15E Strike Eagle. Danach in Nutzung bei der NASA.
  - F-16N – Eine vereinfachte Version der F-16C/D für die US-Navy als Feinddarstellungsflugzeug. So wurde ein einfacheres Radar eingebaut und die Bordkanone fehlt. Wegen struktureller Überlastungen bis 1994 ausgemustert und 2002 durch im 309th Aerospace Maintenance and Regeneration Group (AMARG) eingelagerte Block 15 OCU ersetzt, die ursprünglich nach Pakistan gehen sollten.
  - RF-16C/F-16R – Experimentelle Aufklärer-Version mit ATARS-Paket.
  - F-16 MATV – Experimentelle F-16 mit Schubvektorsteuerung. Programm galt als erfolgreich, wurde aber nie in einer Serienversion verwirklicht.
  - F-16 MLU – (Mid Life Update) Update für F-16A/B der Königlich Niederländischen Luftwaffe, der belgischen Luftwaffe, der Königlich Dänischen Luftwaffe, der portugiesischen Luftwaffe und der Königlich Norwegischen Luftwaffe. Überzählige Flugzeuge dieses Modells wurden von den Niederlanden und Belgien an Chile (Fuerza Aérea) und an Jordanien geliefert.

### F-16C/D
- Block 25
Die F-16C des Blocks 25 flog erstmals im Juni 1984 und stand ab September des gleichen Jahres im Dienst der USAF. Diese Flugzeuge besitzen ein AN/APG-68-Radar, Präzisions- und Nachtangriffsfähigkeit und das F100-PW-220E-Triebwerk.
- Block 30/32
Im Rahmen des Alternative-Fighter-Engine-Projekts konnten diese Flugzeuge entweder mit dem standardmäßigen Pratt-&-Whitney-Triebwerk oder dem General Electric F110 ausgerüstet werden. Auf 0 endende Blöcke haben ein GE-Triebwerk, mit 2 endende Blöcke fliegen mit P&W. Die ersten Block 30 F-16 gingen 1987 in Dienst. Erstmals konnten sie die AGM-88-Harm-Antiradarrakete und die AGM-65 Maverick tragen. Flugzeuge ab Block 30D aufwärts besitzen vergrößerte Lufteinlässe für das leistungsstärkere GE-Triebwerk. Block 32 musste nicht modifiziert werden. Die Produktion von F-16C/D mit F110-Triebwerken begann Mitte 1986, nachdem dieses Triebwerk 1984 von der U.S. Air Force ausgewählt wurde.
- Block 40/42 (F-16 CG/DG)
Im Dienst seit 1988. Block 40/42 ist eine verbesserte Allwetter-Bodenangriffsversion mit LANTIRN-Behälter. Ihre Nachtkampffähigkeiten gaben diesen Flugzeugen den Namen Night Falcon. Das Fahrwerk wurde verstärkt und das Radar verbessert. Seit 2002 können serienmäßig neue Waffen wie JDAM, JSOW, WCMD und EGBU-27 verwendet werden.
- Block 50/52 (F-16 CJ/DJ)
Block 50/52 wurde ab Ende 1991 ausgeliefert. Die Flugzeuge verfügen inzwischen über verbessertes GPS/INS und die Fähigkeit zum helmvisierten Zielen von Luft-Luft-Raketen. Die UdSSR hatten diese Funktion zuerst mit der MiG-29 eingeführt. Sie wird auch im Eurofighter verwendet. Wie die F-16CG können auch sie die neuesten Luft-Boden-Waffen tragen. Block 50D/52D hat zusätzlich verbesserte SEAD-Fähigkeiten mit dem Harm Targeting System (HTS) zur Unterdrückung feindlicher Flugabwehr.
- Block 50/52 Plus
Diese Flugzeuge besitzen die neueste Avionik und können Conformal Fuel Tanks (CFT) tragen. Alle zweisitzigen Jets dieser Variante verfügen über 850 Liter zusätzlichen Stauraum für Avionik hinter dem Cockpit und ähneln der israelischen Version F-16I Sufa (siehe weiter unten).
- F-16 CCIP (F-16CM/DM)
Im Common Configuration Implementation Program wurden 651 F-16 der Blöcke 40/42/50/52 auf einen gemeinsamen technischen Stand gebracht, um Training und Wartung zu vereinfachen. Das Modernisierungspaket umfasst neue Computer, Farbbildschirme, Link 16, JHMCS und die Möglichkeit, den Sniper-XR-Behälter mitführen zu können. Das CCIP-Programm begann 2002 und wurde im März 2010 abgeschlossen.

### F-16E/F

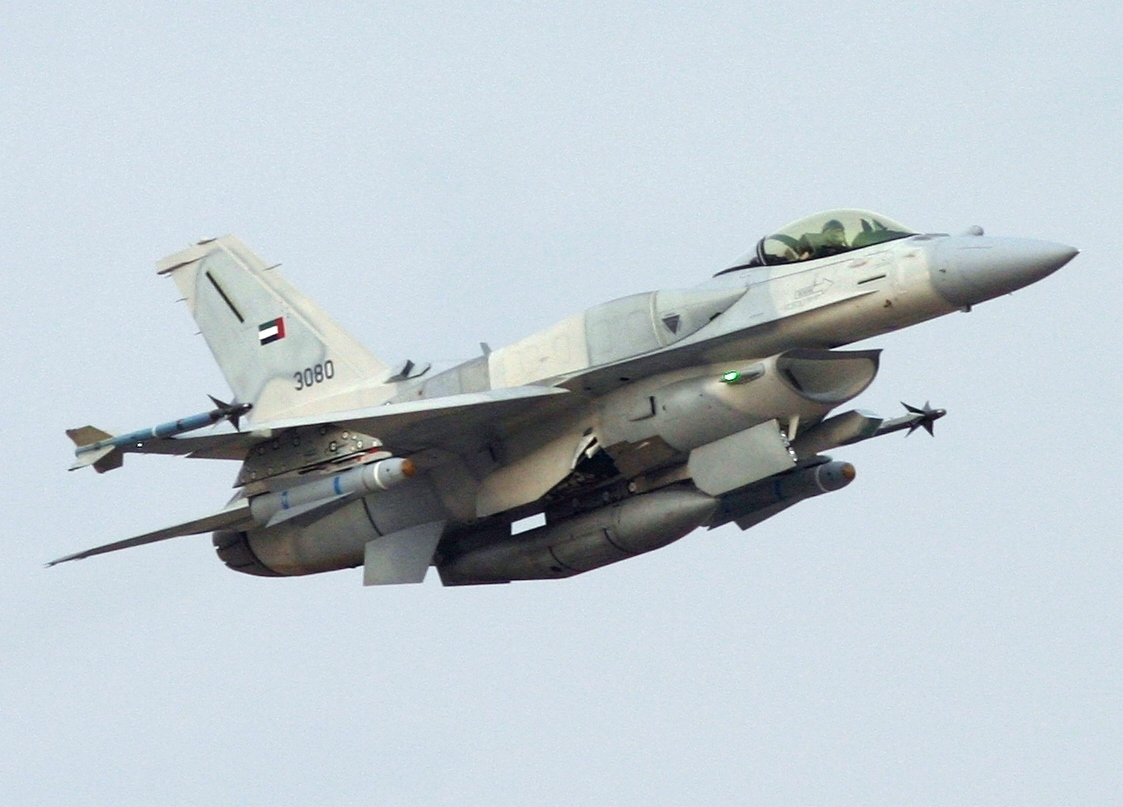
F-16 Block 60 der V.A.E

- Block 60
Basiert auf der F-16C/D, mit Conformal Fuel Tanks (CFT) sowie verbesserter Avionik und Radar; wurde bislang nur in die Vereinigten Arabischen Emirate verkauft. Das General Electric F110–132 ist eine Weiterentwicklung des 129er-Modells und erreicht 144,4 kN Schub. Ein wichtiger Unterschied zu vorherigen Blöcken ist das Northrop Grumman APG-80-Active-Electronically-Scanned-Array-Radar (AESA) mit aktiver elektronischer Strahlschwenkung und feststehender Antenne. Damit können mehrere Aufgaben gleichzeitig erfüllt werden (Luft-Luft, Luft-Boden, Geländefolgeflug), da die Abstrahlung des Radars ohne die Verzögerung durch eine mechanische Schwenkung einer Antenne neu ausgerichtet werden kann (die Emirate waren das erste Land außerhalb der USA mit dieser Radartechnik in einem Kampfflugzeug). Block-60-Maschinen können alle zu Block 50/52 kompatiblen Waffen sowie AIM-132 ASRAAM und AGM-84E tragen. Durch die CFT stehen zusätzliche 1860 Liter Treibstoff zur Verfügung. Dadurch können die Außentanks an den inneren Waffenaufhängungen in vielen Fällen entfallen.
- Block 60+
Die Vereinigten Arabischen Emirate kaufen weitere 30 F-16 einer verbesserten Block-60-Version. Genauere Angaben sind noch nicht bekannt, doch sollen die verbliebenen 79 Flugzeuge auf die neue Version aufgerüstet werden.[11]

### F-16V

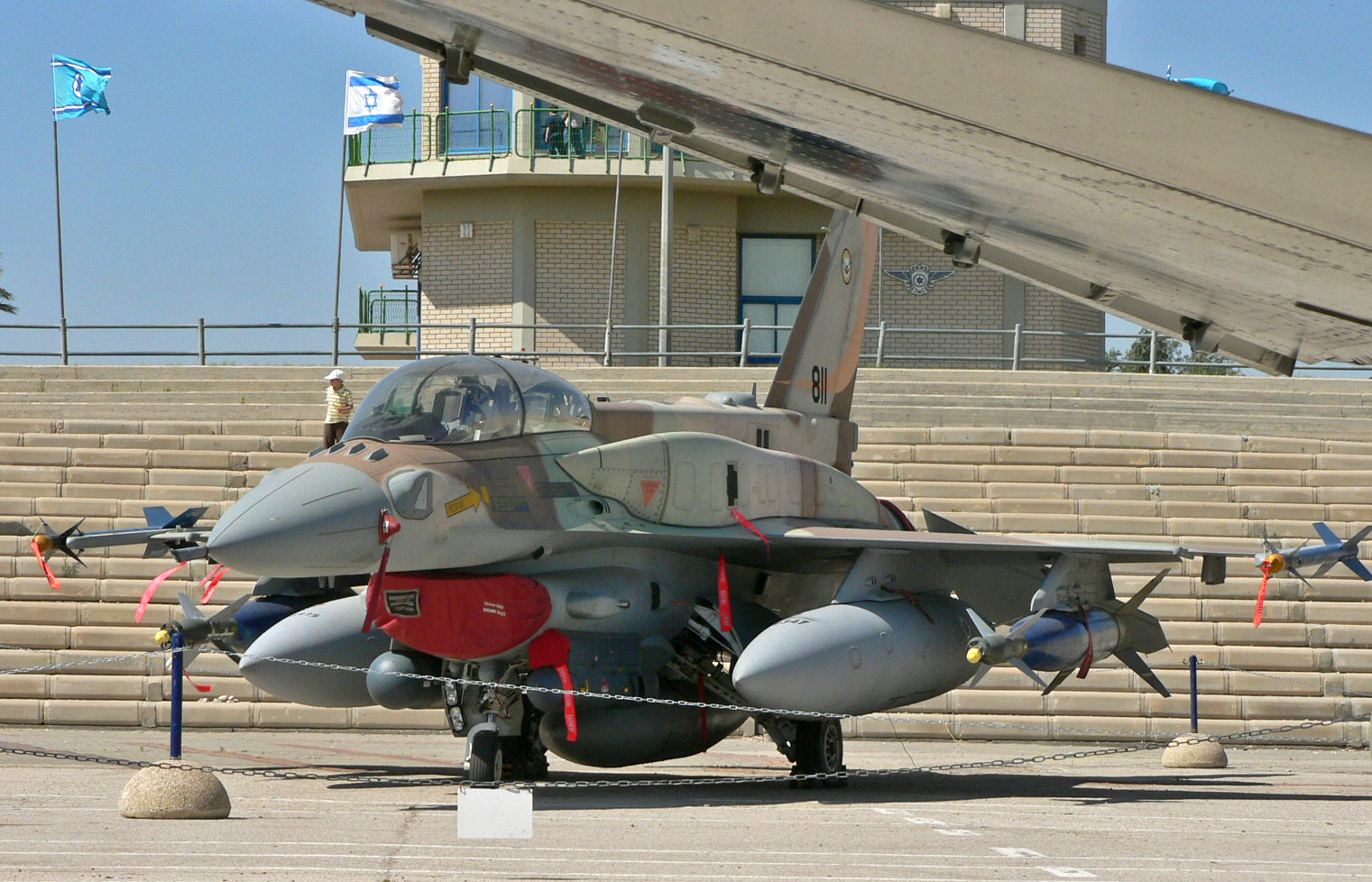
Eine F-16I Sufa der 107. Staffel „Knights of the Orange Tail“ mit voller Ausrüstung und montierten CFTs

- Block 70/72
Weiter verbesserte Version für Bahrain mit APG-83-Radar, neuem Raytheon-Missionscomputer sowie weiteren Systemverbesserungen.[12] Es besteht die Möglichkeit, entweder bereits vorhandene Maschinen auf den neuen Standard aufzurüsten oder komplett neue F-16V zu bauen.

### F-16I
Spezielle Version für die Israel Air Force (IAF). Die israelische Zweisitzervariante trägt den Beinamen „F-16I Sufa“ („Sturm“) und basiert auf dem Block 50/52. Einige Modifikationen wurden vom israelischen Rüstungskonzern Lahav vorgenommen. So kann die F-16I auch die israelischen Python-5- und Python-4-Luft-Luft-Raketen mit sich führen. Außerdem verfügt diese Version über einen vergrößerten Zentraltank sowie zusätzliche, abnehmbare CFTs, die seitlich des Rumpfrückens oberhalb der Tragfläche montiert werden können.

### F-16IN
Die F-16IN ist eine spezielle Version für die indischen Luftstreitkräfte, mit der Lockheed Martin an einer Ausschreibung über 125 Flugzeuge teilnahm. Diese ist mit einem Mantelstromtriebwerk des Typs Pratt & Whitney F100-PW-229A ausgerüstet, das Überschallflüge ohne Nachbrenner ermöglicht (Supercruise). Des Weiteren ist der Einsatz eines AESA-Radarsystem geplant. Die F-16IN stand in Konkurrenz zur F/A-18E Super Hornet, Dassault Rafale, Eurofighter, MiG-35 und der Saab 39 Gripen und wurde nicht in die engere Auswahl genommen.

### KF-16
Die KF-16 ist eine in Südkorea von KAI in Lizenz produzierte Version der F-16 Block 52. Seit den 1990er-Jahren wurden insgesamt 140 Kampfflugzeuge produziert. Der erste Kampfjet wurde 1994 an die südkoreanische Luftwaffe ausgeliefert, der letzte 2003. Derzeit werden zwei Versionen verwendet. Die 95 Flugzeuge der Einsitzer-Variante KF-16C basieren auf der F-16C, während die 55 Jets der Zweisitzer-Variante KF-16D auf der F-16D basieren.

### QF-16
Die QF-16 Zombie Viper FSAT ist eine ferngesteuerte Version der F-16 und löste die QF-4 Phantom ab. Diese zur Überschall-Drohne umgebaute Version wurde am 19. September 2013 von der Tyndall AFB in Florida in einem einstündigen Manöver getestet. Zuvor war der Prototyp wie seine bemannten Versionen regulär von einem Piloten durchgecheckt worden, bevor die QF-16 unbemannt gestartet, geflogen und gelandet wurde. Offiziell wurden dabei verschiedene Manöver in Überschallgeschwindigkeit durchgeführt.
Von 2012 bis 2022 baute Boeing mehr als 75 F-16 in Kampfdrohnen um, die optional von Piloten gesteuert werden können.

## Hersteller und Montagelinien
Hauptproduzent
- General Dynamics, heute Lockheed Martin (beide USA) ist der Entwickler und fertigt für alle Maschinen die vorderen Rumpfelemente, Fahrwerksverkleidungen, Stabilisatorenflossen und das Radom.[19]

Montagelinien
Montagelinien sind bei folgenden fünf Herstellern eingerichtet worden:
- SABCA (Belgien) für die Maschinen der belgischen und dänischen Luftwaffen
- Fokker (Niederlande) für die Maschinen der niederländischen und norwegischen Luftwaffen
- TAI (Türkei) für die Maschinen der türkischen und ägyptischen Luftwaffen
- Samsung (Südkorea) für die Maschinen der südkoreanischen Luftwaffe
- General Dynamics, heute Lockheed Martin (beide USA) für die restlichen Maschinen

Subzulieferer
Als Subunternehmer fertigen folgende Hersteller Komponenten für die F-16:
- TAI (Türkei)
- Fokker (Niederlande)
- SABCA (Belgien)
- Mitsubishi Heavy Industries (Japan)
- Per Udsen (heute: Terma) (Dänemark)
- Nordisk (Norwegen)
- KAI (Südkorea)

## Betreiber
Bis 2013 sind über 4500 Flugzeuge gebaut worden:
- USA: Stand 2023 insgesamt 915 im Dienst,[21] von ursprünglich 2231 bei der US Air Force[22] und 14 bei der US Navy[23]. Weitere 333 Exemplare befinden sich (September 2023) in eingelagertem Zustand auf der Davis-Monthan Air Force Base.[24]
- andere Luftwaffen: über 2400 (die Angaben zu den verschiedenen Versionen beziehen sich auf die bestellten Maschinen, teilweise wurden ältere Varianten bereits verkauft (z. B. Belgien) oder noch nicht geliefert (z. B. Israel, Marokko))
  - Ägypten: 224 (bei Bestellung: 34A, 8B, 140C, 42D)
  - Argentinien: 24 (20AM, 4BM, gebrauchte ehemals dänische Exemplare, Bestellung April 2024)[25]
  - Bahrain: 36 (14C, 6D, 16V Block 70, letztere bestellt 2018[26])
  - Belgien: 53 von ursprünglich 160 im Dienst (Stand 2023)[21][27]
  - Bulgarien: 16 (10C, 6D V Block 70/72, bestellt 2020/22, Auslieferung 2025/27[28])
  - Chile: 46 (29A, 7B, 6C, 4D), die A/B-Modelle wurden von den Niederlanden übernommen
  - Dänemark: 44 im Dienst (Stand 2023),[21] von ursprünglich 77 (60A, 17B)[29]
  - Griechenland: 170 im Dienst (Stand 2023),[30] von 170 (40 Block 30, 40 Block 50, 60 Block 52, 30 Block 52+)
  - Indonesien: 16 (12A, 4B)
  - Irak: 8 wurden bis August 2016 geliefert, weitere 28[31] sind bestellt; insgesamt sollen 96 Maschinen angeschafft werden.
  - Israel: 362 (125A/B, 135C/D, 102I)
  - Italien: 0, ursprünglich 38 F-16A/B ADF (Leasing von USAF, 2003 bis 2012)
  - Jordanien: 79
  - Marokko: 49 (16C, 8D Block 50/52, 48V Block 70/72 inklusive 23 umgerüsteter C/D[32])
  - Niederlande: 0, alle 213 (177A, 36B) außer Dienst[33][34], viele wurden an Chile, Jordanien und die Ukraine abgegeben
  - Norwegen: 0, alle 74 (60A, 14B) außer Dienst, viele wurden an Rumänien und die Ukraine abgegeben
  - Oman: 16 (12C, 4D); weitere 12 Maschinen (10 F-16C, 2 F-16D Block 50) sind bestellt[35]
  - Pakistan: 124 (43A, 27B, 12C, 6D)
  - Polen: 48 im Dienst (Stand 2023),[21] (36 C Block 52+, 12 D Block 52+), die Beschaffung von 50–100 weiteren gebrauchten Maschinen wurde im März 2017 gestoppt[36]
  - Portugal: 30 im Dienst (Stand 2023),[21] 45 (38A/AM, 7B/BM Block 15), ein Teil wurde an Rumänien abgegeben
  - Rumänien: 17 im Dienst (Stand 2023),[21] (14AM und 3BM Block 15 ex-portugiesische Exemplare[37]), 32 weitere ex-norwegische Exemplare im Zulauf seit Ende 2023[38], zusätzlich ab 2025 für das EFTC 11AM und 7BM aus niederländischen Beständen[39]
  - Singapur: 60 (13A, 6B, 29C, 33D, Block 52)[40]
  - Slowakei: 14 sind bestellt (V Block 70/72, 12 Einsitzer, 2 Doppelsitzer, Lieferung 2024)[41][42]
  - Südkorea: 180 (30C Block 32, 10D Block 32, 95C Block 52, 55D Block 52)[16]
  - Taiwan: 216 (120A, 30B, 208V – 142 umgerüstete F-16A/B und 66 Neubauten[43][44])
  - Thailand: 52 (41A, 11B)
  - Türkei: 310 F-16C/D/V[21] (43 Block 30, 117 Block 40, 80 Block 50, 30 Block 50+, 217 F16 CCIP-modernisiert, 40 Block 70, 79 weitere Modernisierung auf Block 70). Der Kauf der F-16V verzögerte sich bis zur Zustimmung der Türkei zum NATO-Beitritt Schwedens.[45] und rechte US-Republikaner versuchten den Verkauf zu blockieren.[46]
  - Ukraine: Im Mai 2023 erklärten die USA nach dem Vereinigten Königreich, den Niederlanden,[47] Dänemark,[48] Frankreich,[49] Belgien[50] und Norwegen[51] ihre Bereitschaft, ukrainische Piloten an Kampfjets westlicher Bauart auszubilden.[52] Die Ausbildung für ukrainische Piloten an F-16-Kampfjets durch die westlichen Verbündeten der Ukraine begann im Jahr 2023. Mit Stand 11. Juli 2024 hatte die Ukraine bereits feste Zusagen über die Lieferung von insgesamt etwa 100 F-16-Kampfjets durch verschiedene westliche Verbündete erhalten. Am 10. Juli 2024 gaben Vertreter der NATO und ukrainische Regierungsvertreter bekannt, dass die westlichen Verbündeten der Ukraine mit der Überführung der ersten F-16 an die Ukraine begonnen haben.[53][54][55]
  - Venezuela: 30 (24A, 6B)
  - Vereinigte Arabische Emirate: 80 (55E, 25F) + 30 (Block 60+)

In Deutschland waren / sind drei Geschwader der United States Air Forces in Europe (USAFE) mit der F-16 ausgerüstet:
- Hahn Air Base, Dezember 1981 bis September 1991, F-16A/B/C/D (50th Tactical Fighter Wing mit drei Staffeln)
- Ramstein Air Base, September 1985 bis Juli 1994, F-16C/D (86th (Tactical) (Fighter) Wing mit zwei Staffeln)
- Spangdahlem Air Base, seit Juli 1987, F-16C/D (52d (Tactical) Fighter Wing teilweise in zwei Staffeln, heute noch eine, die 480th Fighter Squadron)

Darüber hinaus waren bzw. sind F-16 bei der USAFE in Südeuropa auf dem Flughafen Madrid-Torrejón und auf der Aviano Air Base stationiert. Aviano erhielt F-16 von der Ramstein Air Base.
Europäische Luftstreitkräfte flogen bzw. fliegen die F-16 in folgenden Staaten:
Norwegen (Bodø, Ørland, Rygge), Dänemark (Aalborg, Skrydstrup), Polen (Łask), Niederlande (Leeuwarden, Twente, Volkel), Belgien (Beauvechain, Florennes, Kleine Brogel), Portugal (Monte Real), Italien (Cervia, Trapani) und Griechenland (Almiros/Nea Anchialos, Andravída, Araxos, Kasteli, Larisa, Soúda).

## Einsätze

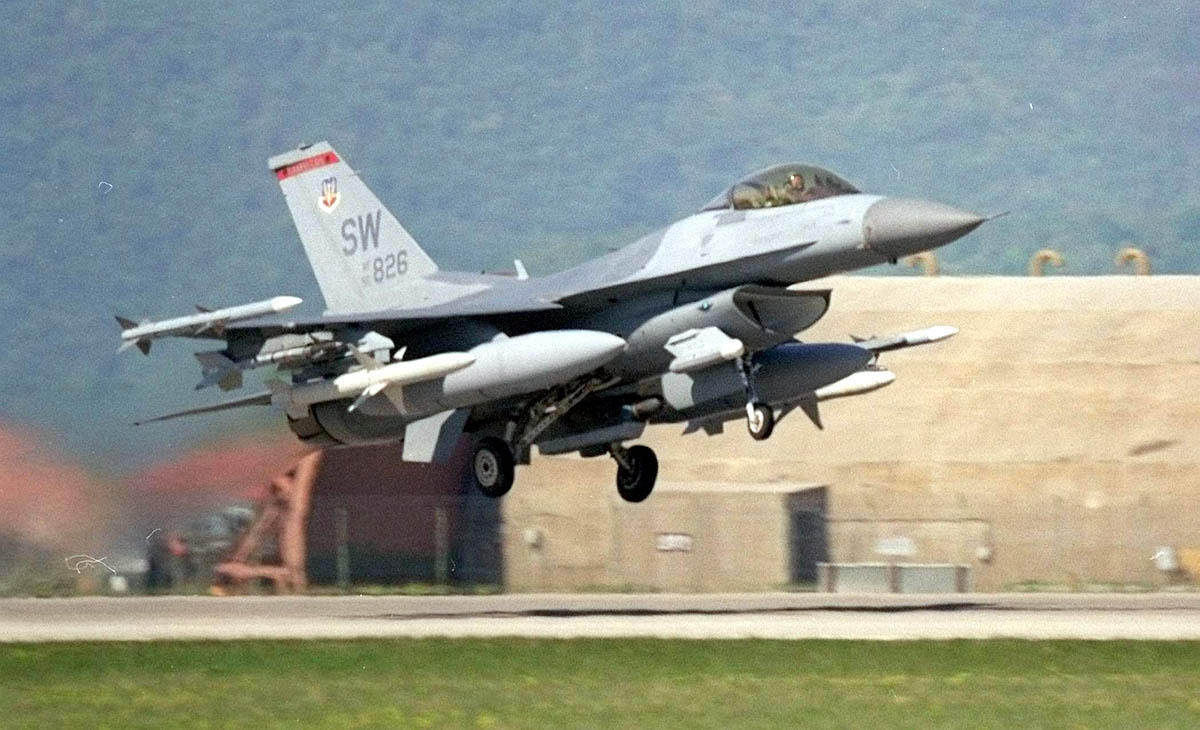
Eine F-16 startet im Rahmen der Operation Allied Force (1999 über dem Kosovo) von der Aviano Air Base in Italien

Da sie in viele Staaten exportiert oder dort in Lizenz gebaut wurde, hat die F-16 auch an vielen Konflikten teilgenommen, die meisten davon im Nahen Osten. Am 7. Juni 1981 führten bei Operation Opera zwei Gruppen von jeweils vier israelischen F-16 (mit sechs F-15 als Geleitschutz) die Zerstörung des irakischen Atomreaktors Osirak in der Nähe von Bagdad aus. Der gesamte Flug (965 km einfach) wurde unter absoluter Funkstille und im Tiefflug durchgeführt. Im folgenden Jahr, als Israel in den Libanon einmarschierte, griffen die israelischen Falcons unzählige Male syrische MiG-23 (NATO-Codename „Flogger“) an und gingen – bis auf ein einziges Mal – immer als Sieger aus den Luftkämpfen hervor. Im Zweiten Golfkrieg 1991 flogen die F-16 der US Air Force Angriffe auf irakische Bodentruppen und feste Ziele und hielten den Luftraum frei. In der sich anschließenden „Operation Southern Watch“, der Überwachung der Flugverbotszone im Südirak, kam es am 12. Dezember 1992 zum ersten BVR-Abschuss (Beyond Visual Range, englisch „außerhalb der Sichtweite“) einer feindlichen MiG-29 („Fulcrum“) mit der noch relativ neuen AIM-120-Rakete. Auch in allen folgenden Konflikten der 1990er-Jahre, beispielsweise im Kosovo-Krieg, während des Sturzes der Taliban in Afghanistan und schließlich während des Dritten Golfkriegs, setzte die US Air Force die F-16 als Jäger und zum Angriff auf Bodenziele aller Art ein.
Am 11. September 2001 wurden zwei nicht voll bewaffnete F-16 gestartet, um weitere schwere Terroranschläge am 11. September zu verhindern. Kurz bevor diese F-16 Washington, DC erreichten, stürzte das Passagierflugzeug United-Airlines-Flug 93 ab. Es gab vermutlich Kämpfe zwischen Terroristen und sich wehrenden Passagieren.
Am 18. März 2005 übergab Lockheed Martin die letzte von insgesamt 2214 F-16 an die United States Air Force, eine F-16CJ-50 (AF 01-7053). Im Lockheed-Martin-Werk in Fort Worth wurden zeitweise nur noch F-16 für den Export gebaut. 2018 wurde die Produktion der F-16 in Fort Worth zugunsten der Lockheed Martin F-35 eingestellt und zum Werk am Donaldson Center Airport in Greenville im US-Bundesstaat South Carolina verlegt. Die F-16 ist das meistexportierte westliche Kampfflugzeug. Die letzten F-16 der USAF werden (Planungsstand von 2020) im Jahr 2025 außer Dienst gestellt. Mit gleichem Planungsstand ist Ersatz durch neue F-35 „Lightning II“ vorgesehen.
Am 7. Juni 2006 schossen zwei F-16 der USAF im Irak zwei 227-Kilogramm-Bomben auf den Terroristenführer Abu Musab az-Zarqawi und töteten ihn.
Am 24. November 2015 schoss eine F-16 der türkischen Luftwaffe über der Grenze zwischen Syrien und der Türkei eine Suchoi Su-24 der russischen Luftwaffe ab.
Am 10. Februar 2018 stürzte eine F-16 der Israelischen Luftstreitkräfte östlich von Haifa ab, nachdem sie bei einem Einsatz gegen einen iranischen Militärstützpunkt in Syrien von der syrischen Luftabwehr getroffen worden war.
Am 13. Oktober 2024 gelang es einer ukrainischen F-16 mithilfe von AIM-9 Sidewinder-Raketen im ersten direkten Luftkampf dieser Typen einen russischen Jagdbomber vom Typ Suchoi Su-34 abzuschießen.
Einsatz und Absturz über Bosnien
Im Sommer 1995 überwachte die NATO seit mehr als zwei Jahren die Flugverbotszone über Bosnien und Herzegowina (Operation Deny Flight). Die NATO war gewillt, dieses Flugverbotszone auch mit militärischen Mitteln durchzusetzen und führte deshalb Kampf-, Aufklärungs- und Überwachungsflüge durch. Auf einem Überwachungsflug am 2. Juni 1995 wurde eine F-16 von einer 2K12-Kub-Flugabwehrrakete getroffen, woraufhin deren Pilot Scott O’Grady seinen ACES-II-Schleudersitz betätigte. Er wurde Tage später von US-Marines mit CSAR-Helikoptern gerettet.
Abstürze in Deutschland
Am 10. Mai 1983 gegen 9:20 Uhr stürzte eine auf der US-Luftwaffenbasis Hahn stationierte F-16 im Dorf Kirchberg-Hornberg ab und explodierte in einem Wohnhaus. Der 28 Jahre alte US-Pilot starb dabei.
Am 28. Mai 1984 streifte eine F-16 Fighting Falcon der niederländischen Luftwaffe am Krankenhaus in Linz am Rhein ein Gebäude und stürzte in ein Waldstück. Der Pilot und eine Anwohnerin starben.
Am 31. März 1988 stürzte in Forst (Baden) ein F-16C-Jagdbomber der US-Luftwaffe bei einer Tiefflugübung in ein Wohngebiet. Dabei starben der Pilot und ein 62-jähriger Anwohner.
Im September 2006 stürzte eine F-16 von der US-Luftwaffenbasis Spangdahlem kommend bei Oberkail in der Eifel ab; der Pilot rettete sich mit seinem Schleudersitz. Laut US-Militär war es ein „kontrollierter Absturz“.
Wegen eines Triebwerkschadens stürzte eine F-16 am 11. August 2015 im bayerischen Landkreis Neustadt an der Waldnaab nahe Engelmannsreuth in ein Waldgebiet. Der Pilot rettete sich mit dem Schleudersitz.
Am 8. Oktober 2019 stürzte eine F-16 von der US-Luftwaffenbasis Spangdahlem bei einem Routinetrainingsflug rund 15 Kilometer nordöstlich von Trier bei der Ortschaft Zemmer in ein Waldgebiet. Der Pilot rettete sich mit dem Schleudersitz und wurde leicht verletzt.
Einsatz sowie Abstürze und Abschüsse über der Ukraine
Am 26. August 2024 wurden Berichten zufolge erstmals F-16-Kampfflugzeuge zum Abfangen russischer Marschflugkörper eingesetzt. Eine F-16AM (Luftfahrzeugkennzeichen 80-3600) stürzte beim Abfangen russischer Luftziele während der Marschflugkörperangriff ab, wobei der Pilot, Oleksii Mes, getötet wurde. Die Ursache ist in Untersuchung.
Am 12. April 2025 wurde eine F-16AM der ukrainischen Luftwaffe während eines Kampfeinsatzes bei der Ortschaft Nyschnja Syrowatka im Oblast Sumy von einer russischen Rakete abgeschossen. Der 26-jährige Pilot Pawlo Iwanow kam dabei ums Leben. Die ukrainische Luftwaffe bestätigte seinen Tod. Am 13. April 2025 bestätigten die russischen Streitkräfte den Abschuss der ukrainischen F-16, machten jedoch keine Angaben zu den genauen Umständen. Laut Quellen der BBC wurden auf die ukrainische F-16 sowohl Langstrecken-Luft-Luft-Raketen des Typs R-37M als auch Flugabwehrraketen des russischen Langstrecken-Luftabwehrsystems S-400 abgefeuert. Welche der Raketen letztendlich für den Abschuss verantwortlich ist, ist aktuell nicht bekannt.
Am 16. Mai 2025 verlor die ukrainische Luftwaffe unter bisher ungeklärten Umständen eine weitere F-16AM bei einem Kampfeinsatz zur Abwehr eines massiven russischen Angriffs mit Drohnen. Der Pilot konnte sich mit dem Schleudersitz retten.
In der Nacht auf den 29. Juni 2025 wurde eine F-16 der ukrainischen Luftwaffe während eines Kampfeinsatzes abgeschossen. Der Pilot Maksym Ustymenko kam dabei ums Leben.

## Technische Daten

Risszeichnung, Fahrwerk ausgefahren

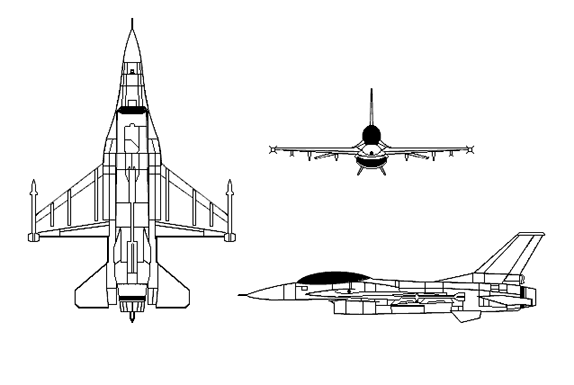
Risszeichnung, Fahrwerk eingefahren

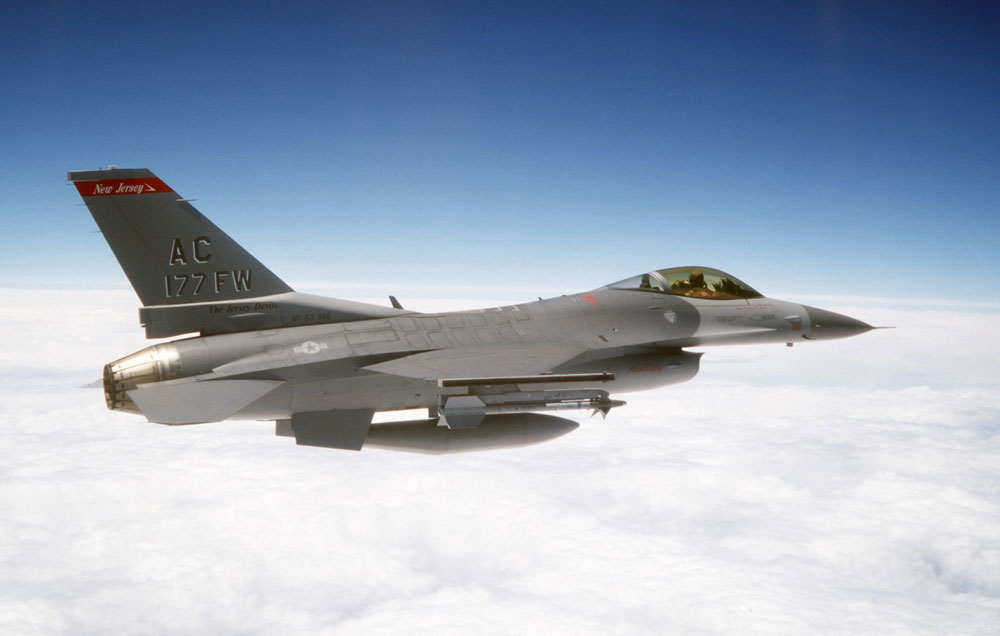
Eine F-16C der USAF

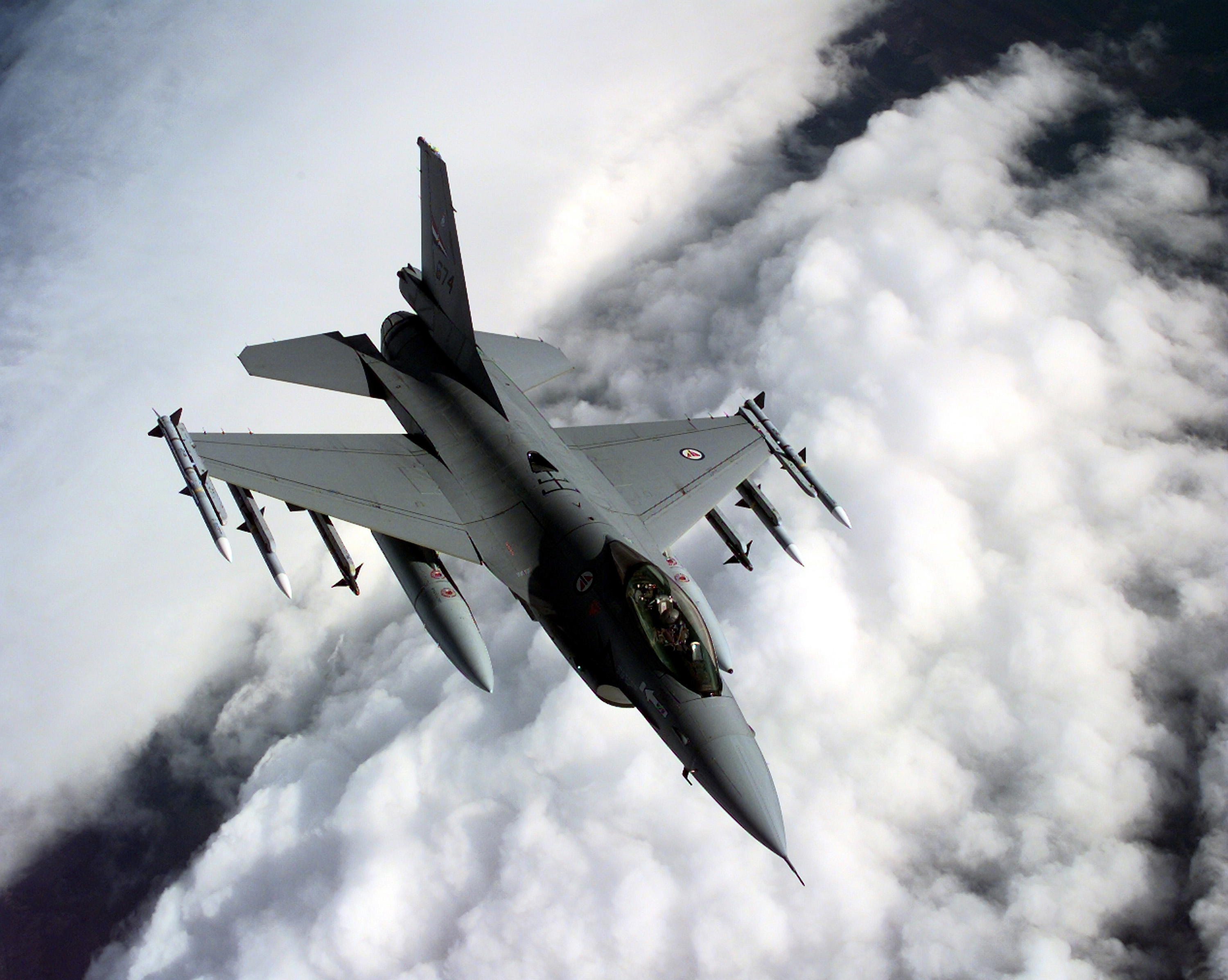
Norwegische F-16A über dem Balkan

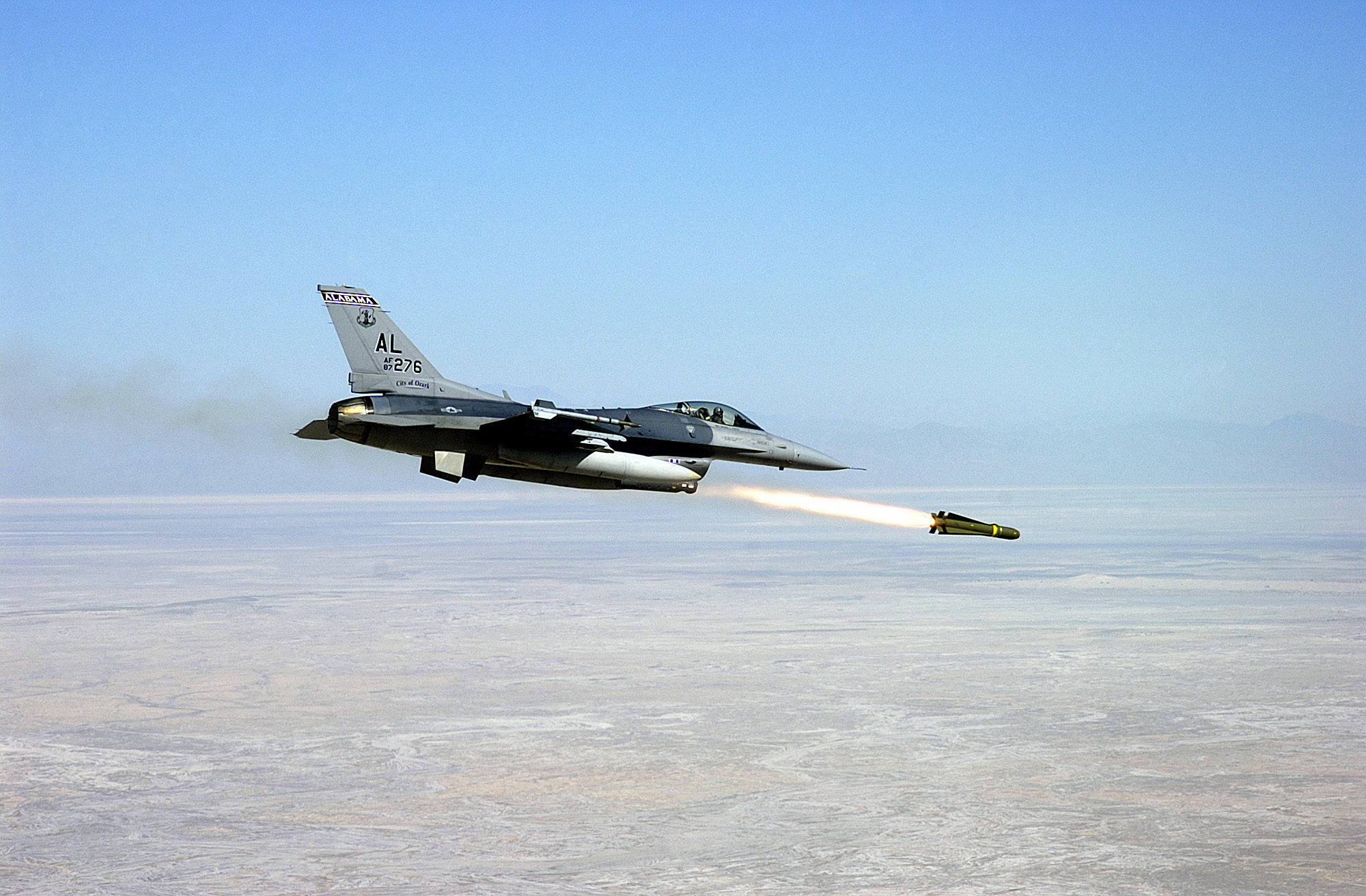
Eine F-16C feuert eine AGM-65D Maverick ab

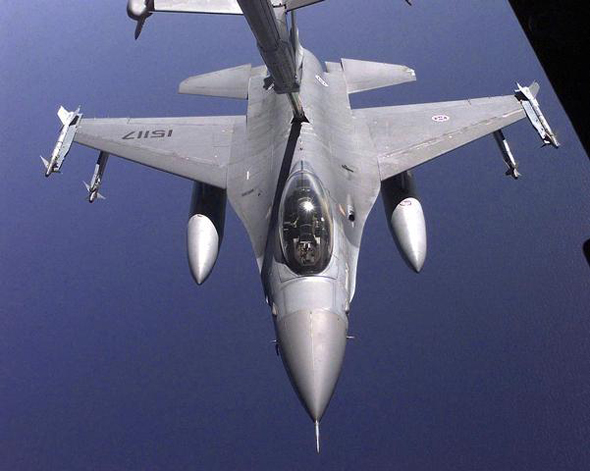
Portugiesische F-16A bei der Luftbetankung aus einer KC-10 Extender

| Kenngröße                                   | Daten der F-16C (Block 30)                                                                                | Daten der F-16E (Block 60)                                                                                |
| ------------------------------------------- | --- | --- |
| Typ                                         | Mehrzweckkampfflugzeug                                                                                    | Mehrzweckkampfflugzeug                                                                                    |
| Länge                                       | 14,52 m (15,03 m mit Staurohr)                                                                            | 14,52 m (15,03 m mit Staurohr)                                                                            |
| Spannweite                                  | 9,45 m | 9,45 m |
| Höhe                                        | 5,09 m | 5,09 m |
| Flügelfläche                                | 27,87 m²                                                                                                  | 27,87 m²                                                                                                  |
| Flügelstreckung                             | 3,2 | 3,2 |
| Tragflächenbelastung                        | minimal (Leermasse): 297 kg/m² nominal (norm. Startmasse): 431 kg/m² maximal (max. Startmasse): 688 kg/m² | minimal (Leermasse): 311 kg/m² nominal (norm. Startmasse): 457 kg/m² maximal (max. Startmasse): 813 kg/m² |
| Leermasse                                   | 08.273 kg                                                                                                 | 08.670 kg                                                                                                 |
| normale Startmasse                          | 12.003 kg                                                                                                 | 12.747 kg                                                                                                 |
| max. Startmasse                             | 19.187 kg                                                                                                 | 22.680 kg                                                                                                 |
| interne Treibstoffkapazität                 | 3.986 l bzw. 3.175 kg                                                                                     | 7.390 l bzw. 5.886 kg (mit CFTs)                                                                          |
| g-Limits                                    | −3 bis +9g                                                                                                | −3 bis +9g                                                                                                |
| Höchstgeschwindigkeit in optimaler Flughöhe | Mach 2,02 bzw. 2142 km/h                                                                                  | Mach 1,89 bzw. 2007 km/h                                                                                  |
| Höchstgeschwindigkeit in Meereshöhe         | Mach 1,2 bzw. 1470 km/h                                                                                   | Mach 1,2 bzw. 1470 km/h                                                                                   |
| max. Wenderate                              | kurzzeitig: ca. 26°/s dauerhaft: 21,7°/s                                                                  | |
| Rollrate                                    | 270°/s | k. A. |
| Dienstgipfelhöhe                            | 15.240 m                                                                                                  | 15.240 m                                                                                                  |
| max. Steigrate                              | 254 m/s                                                                                                   | k. A. |
| Einsatzradius                               | Hi-Hi-Hi-Profil: 925 km Hi-Lo-Hi-Profil: 580 km                                                           | Hi-Hi-Hi-Profil: 1.605 km Hi-Lo-Hi-Profil: 650 km                                                         |
| Überführungsreichweite                      | 3.819 km                                                                                                  | 4.220 km                                                                                                  |
| Startrollstrecke                            | 533 m | k. A. |
| Landerollstrecke                            | 762 m | k. A. |
| Triebwerk                                   | 1× Turbofan General Electric F110-GE-100                                                                  | 1× Turbofan General Electric F110-GE-132                                                                  |
| Schubkraft                                  | mit Nachbrenner: 128,90 kN ohne Nachbrenner: 76,31 kN                                                     | mit Nachbrenner: 142,38 kN ohne Nachbrenner: 79,22 kN                                                     |
| Schub-Gewicht-Verhältnis                    | maximal (Leermasse): 1,59 nominal (normale Startmasse): 1,09 minimal (max. Startmasse): 0,69              | maximal (Leermasse): 1,67 nominal (normale Startmasse): 1,14 minimal (max. Startmasse): 0,64              |
| max. Waffenlast                             | 09.276 kg                                                                                                 | 05.638 kg                                                                                                 |

## Bewaffnung
Festinstallierte Bordkanone
- 1 × 20-mm-Gatling-Kanone M61A1 „Vulcan“ mit 511 Schuss Munition

Kampfmittel zwischen 5.638–9.276 kg an elf Außenlaststationen (davon zwei nur für Sensorbehälter)
Luft-Luft-Lenkflugkörper
- 6 × LAU-7/A-Startschienen seitlich an Aufhängestation für je 1 × AIM-9P/L/M/S/X „Sidewinder“ – infrarotgesteuert für Kurzstrecken
- 6 × Startschienen für je 1 × MBDA AIM-132 „ASRAAM“ – infrarotgesteuert für Kurzstrecken
- 6 × Startschienen für je 1 × Matra R.550 „Magic 2“ – infrarotgesteuert für Kurzstrecken
- 6 × LAU-7/A-Startschienen für je 1 × Rafael „Python 3“ – infrarotgesteuerter für Kurzstrecken
- 6 × LAU-7/A-Startschienen für je 1 × Rafael „Python 4“ – infrarotgesteuerter für Kurzstrecken
- 6 × LAU-7/A-Startschienen für je 1 × Diehl BGT Defence „IRIS-T“ – infrarotgesteuert für Kurzstrecken
- 2 × LAU-92-Startschienen für je 1 × Hughes AIM-7 „Sparrow“ – halbaktiv radargesteuert für Mittelstrecken
- 4 × Startschienen für je 1 × Rafael „Derby“ – aktiv radargesteuert für Mittelstrecken
- 4 × Startschienen für je 1 × BAe „Skyflash“ – halbaktiv radargesteuert für Mittelstrecken
- 4 × LAU-128-Startschiene mit BOL-Täuschkörperwerfer für je 1 × Raytheon AIM-120 A/B/C/D „AMRAAM“ – aktiv radargesteuert für Mittelstrecken

Luft-Boden-Lenkflugkörper
- 2 × LAU-118-Startschienen für je 1 × Texas Instruments AGM-45A/B „Shrike“ (selbstzielsuchender Radarbekämpfungsflugkörper)
- 2 × LAU-88A-Dreifachstartschienenträger für je 3 × Raytheon AGM-65 „Maverick“ – infrarot, laser- oder tv-gesteuert
- 4 × LAU-117A-Startschienenträger für 1 × Raytheon AGM-65 „Maverick“ – infrarot, laser- oder tv-gesteuert
- 2 × Boeing AGM-84A „Harpoon“ (Seezielflugkörper)
- 2 × LAU-118-Starschienen für je 1 × Texas Instruments AGM-88 HARM (selbstzielsuchender Radarbekämpfungsflugkörper)
- 4 × Kongsberg AGM-119 „Penguin“ (Seezielflugkörper)
- 2 × Boeing AGM-130LW (präzisionsgelenkte Abstandswaffe)
- 2 × Rafael/Lockheed Martin AGM-142E „Popeye/Have Nap“ (Infrarot/Trägheitsnavigationssystem gelenkt)
- 4 × Raytheon AGM-154 JSOW (Gleitbombe)
- 2 × Lockheed Martin AGM-158 JASSM (Marschflugkörper)
- 2 × Naval Strike Missile (Seezielflugkörper)
- 4 × IMI Delilah (Marschflugkörper)

Ungelenkte Raketen
- 2 × Raketen-Rohrstartbehälter LAU-10/A (für je 4 × ungelenkte Zuni-Luft-Boden-Raketen; Kaliber 127 mm / 5 Inch)
- 2 × Raketen-Rohrstartbehälter LAU-3A/5003 (für je 19 × ungelenkte CRV7-Luft-Boden-Raketen; Kaliber 70 mm / 2,75 Inch)

Lenkbomben
- 2 × Rockwell International GBU-15 (infrarot- oder tv-gesteuerte Gleitbombe 1140 kg / 2500 lb)
- 2 × BRU-42 TER (Triple Ejection Rack) mit je drei (total zehn) Raytheon GBU-12 „Paveway IV“ (lasergelenkte Gleitbombe 227 kg/500 lb)
- 4 × Lockheed-Martin GBU-10E/B „Paveway II“ (lasergelenkte Gleitbombe 945 kg / 2055 lb – basierend auf einer Mk.84-Sprengbombe mit Steuerung vorn und Lenksatz hinten)
- 4 × Raytheon GBU-24A/B „Paveway III“ (lasergelenkte Gleitbombe 1100 kg / 2055 lb – basierend auf einer BLU-109-Eindringbombe oder Mk.84-Sprengbombe mit Steuerung vorn und Lenksatz hinten)
- 2 × GBU-31 JDAM (INS/GPS-gelenkte Bombe 907 kg / 2000 lb)
- 4 × GBU-32 JDAM (INS/GPS-gelenkte Bombe 454 kg / 1000 lb)
- 4 × GBU-38 JDAM (INS/GPS-gelenkte Bombe 227 kg / 500 lb)
- 4 × Bombenracks für je 2 × GBU-39 Small Diameter Bomb (INS/GPS-gelenkte Bombe 130 kg / 285 lb)
- 4 × Bombenracks für je 2 × GBU-53/B StormBreaker (infrarot/INS/GPS-gelenkte Bombe 113 kg / 250 lb)
- 4 × IAI Griffin (lasergelenkte Gleitbombe 227 kg / 500 lb)
- 4 × IAI Guilotine (lasergelenkte Gleitbombe 227 kg / 500 lb)
- 4 × Spice 1000 (INS/GPS-gelenkte Gleitbombe 454 kg / 1000 lb)
- 4 × Spice 2000 (INS/GPS-gelenkte Gleitbombe 454 kg / 1000 lb)

Ungelenkte Bomben
(an bis zu zwei Bombenträgergestellen BRU-41 MULTIPLE EJECTOR RACK (MER) oder drei BRU-42 TER (Triple Ejection Rack)):
- 12 × Mk.82 LDGP (227-kg-/500-lb-Freifallbombe)
- 8 × Mk.83 LDGP (454-kg-/1000-lb-Freifallbombe)
- 3 × Mk.84 LDGP (907-kg-/2000-lb-Freifallbombe)
- 8 × CBU-52/B (359-kg-/789-lb-Streubombe mit 220 BLU-61 Splitter-/Brandbomblets)
- 8 × CBU-58/B (408-kg-/900-lb-Streubombe mit 650 BLU-36-Splitterbomblets)
- 8 × CBU-71/B (359-kg-/789-lb-Streubombe mit 650 BLU-86 Splitter-/Brandbomblets)
- 8 × CBU-87/B (428-kg-/945-lb-Streubombe mit 202 BLU-97-Hohlladungs-Bomblets)
- 8 × CBU-89/B „Gator“ (322-kg-/710-lb-Streubombe mit 72 BLU-91 Panzerabwehrminen & 22 BLU-92 Antipersonenminen)
- 8 × CBU-94 (Streubombe mit 202 BLU-114-Graphit-Bomblets)
- 6 × CBU-97 Sensor Fuzed Weapon (454-kg-/1000-lb-Streubombe mit 40 BLU-108-selbstzielsuchender (intelligenter) Submunition)
- 12 × CBU-100 (Mark 20 „Rockeye II“) (222-kg-/490-lb-Streubombe mit 247 Mk.118-Hohlladungs-Bomblets)
- 6 × Matra BLU-107 „Durandal“ (raketengetriebene 219-kg-Anti-Startbahn-Bombe)
- 2 × BLU-109 (893-kg-/1970-lb-Penetrationsbombe)
- 4 × Hunting Engineering BL755 (264-kg-Streubombe mit 147 Hohlladungs-Bomblets)
- 1–2 B43 (nukleare Freifallbombe mit 1,0-MT-Sprengsatz)[75]
- 1–2 B61 (nukleare Freifallbombe mit 0,3–170-kT-Sprengsatz)[75]
- 1 × B83 (nukleare Freifallbombe mit 1,2-MT-Sprengsatz)

Zusatzbehälter
- 1 × GPU-5-Kanonenbehälter mit 1 × 30-mm-GAU-13-Maschinenkanone und 352 Schuss Munition
- 1 × AN/ASQ-213 Harm Targeting System – Behälter zur Zielzuweisung der AGM-88 HARM
- 1 × Rafael/Nortroph-Grumman AN/AAQ-28(V) „Litening“-Zielbeleuchtungsbehälter (Forward-Looking-Infrared-Pod mit Wärmebildgerät, TV-Kamera, Laser sowie Lasersuch- und Folgesystem)
- 1 × AAQ-13 LANTIRN-Zielbeleuchtungs- und Navigationsbehälter
- 1 × AAQ-14 LANTIRN-Zielbeleuchtungs- und Navigationsbehälter
- 1 × AAQ-20 Pathfinder-Zielbeleuchtungs- und Navigationsbehälter
- 1 × Lockheed-Martin AN/AAQ-33 „Sniper ATP“-Zielbeleuchtungsbehälter
- 1 × AN/ALQ-119, EKF-Störbehälter
- 1 × AN/ALQ-131, EKF-Störbehälter
- 1 × AN/ALQ-184, EKF-Störbehälter
- 1 × abwerfbarer Zusatztank für 1135 Liter (300 US Gallonen)
- 2 × abwerfbarer Zusatztank für je 1400 Liter (370 US Gallonen)
- 2 × abwerfbarer Zusatztank für je 2271 Liter (600 US Gallonen)
- 1 × Orpheus Aufklärungsbehälter
- 1 × UTC Aerospace DB-110 / MS-110 – Langstrecken-Bildaufklärungsbehälter mit elektrooptischen- und Wärmebild-Sensoren
- 2 × MXU-648-Gepäckcontainer
- 2 × CNU-188/A-Gepäckcontainer

## EloKa-Systeme
Folgende Tabelle listet alle bekannten und kompatiblen EloKa-Systeme für die F-16 auf.
| Bezeichnung        | Unterbringung | Anmerkungen                           |
| Radarwarnsysteme   |               |                                       |
| AN/ALR-56M         | intern        | ab Block 50/52                        |
| AN/ALR-66          | intern        | griech. Block 30                      |
| AN/ALR-69          | intern        | bis Block 50/52                       |
| AN/ALR-74          | intern        |                                       |
| AN/ALR-93          | intern        |                                       |
| Raketenwarnsysteme |               |                                       |
| AN/AAR-54          | intern        |                                       |
| AN/AAR-57          | intern        | für Block 60                          |
| AN/AAR-60          | intern        |                                       |
| PAWS               | semi-intern   | ab Block 50/52                        |
| Täuschkörperwerfer |               |                                       |
| AN/ALE-40          | intern        | bis Block 15 OCU                      |
| AN/ALE-47          | intern        | ab Block 30                           |
| AN/ALE-50          | intern        | ab Block 50/52                        |
| AN/ALE-55          | intern        | Bestandteil des AN/ALQ-214            |
| Störsysteme        |               |                                       |
| AN/ALQ-119         | extern        |                                       |
| AN/ALQ-131         | extern        |                                       |
| AN/ALQ-162         | semi-Intern   |                                       |
| AN/ALQ-165         | intern        |                                       |
| AN/ALQ-176         | extern        |                                       |
| AN/ALQ-178(V)1/3/5 | intern        | für Block 50/52                       |
| AN/ALQ-184         | extern        |                                       |
| AN/ALQ-187         | intern        |                                       |
| AN/ALQ-202         | intern        |                                       |
| AN/ALQ-211(V)4     | intern        | für F-16C/D (Chile, Oman)             |
| AN/ALQ-214         | intern        |                                       |
| EL/K-82xx-Serie    | extern        | diverse Systeme israelischer Konzerne |

## Risiken
Die F-16 ist das einzige strahlgetriebene Kampfflugzeug, das eine Notstromeinheit verwendet. Zum Betrieb werden ungefähr 25 Liter der sehr giftigen Verbindung Hydrazin als Treibstoff mitgeführt.

## Inflatable-Modell
Am Danish Defence Industry Day 2024, veranstaltet von der staatlichen Danish Defence Acquisition and Logistics Organization (DALO) wurden aufblasbare Modelle eines tschechischen Herstellers mit Kennung des ukrainischen Militärs gezeigt.